# Leonteu
Leonteu, na mitologia grega, foi um filho de Coronus. Ele levou, junto de Polipetes, quarenta navios dos lápitas para a Guerra de Troia.
Segundo William Smith, dos quatro personagens de nome Coronus, o pai de Leonteu era Coronus, um príncipe dos lápitas, filho de Ceneu. Leonteu tinha uma irmã chamada Lyside. Coronus foi morto por Héracles.
Leonteu, filho de Coronus, foi um dos pretendentes de Helena.
Leoteu e Polipetes levaram, juntos, quarenta navios para a Guerra de Troia.
Após a Guerra, Anfíloco, Calcas, Leonteu, Podalírio e Polipetes não voltaram de navio, mas deixaram os navios em Troia e viajaram, por terra, até Colofonte. Lá, Calcas perdeu uma disputa de adivinhação com Mopso, neto de Tirésias, morreu de desgosto e foi enterrado.Proclo, citando Ágias de Trezena, menciona que Calcas, Leontes e Polipetes foram, por terra, até Colofonte, e lá enterraram Tirésias, morto no local.